# Samantha Buck
Samantha Buck est une actrice américaine née à Dallas, au Texas, le 20 décembre 1974.

## Biographie
Buck est né à Dallas, au Texas, mais a grandi à Washington DC.
Jeune, Samantha Buck a travaillé en tant que présentatrice de télévision à MTV.
Buck a joué Détective G. Lynn Bishop dans New York, section criminelle, elle a remplacé temporairement le détective Alexandra Eames (joué par Kathryn Erbe) durant son congé de maternité. Elle a également joué un personnage dans la série humoristique Stella. Elle vient de terminer son premier long métrage, "21 BELOW", un documentaire qui jette un regard en profondeur sur une famille de Buffalo, New York. Il révèle leurs luttes économiques, sociales et interpersonnelles, et leur lutte pour rester ensemble tout le monde autour d'eux qui les déchire.

## Filmographie
- 1997 : The Sticky Fingers of Time : Gorge
- 1997 : In and Out (In & Out) : Student Classroom
- 1998 : Fiona : Supervisor
- 1999 : The 24 Hour Woman : Deanne
- 2000 : Wirey Spindell : Samantha
- 2000 : New York, unité spéciale (saison 1, épisode 15) : la serveuse
- 2000 : New York 911 (Third Watch) (série TV) : Vangie Sundstrom (# 5 épisodes, 2000)
- 2000 : Calling Bobcat : Judy
- 2001 : Big Apple (série TV) : Brigid McNamara (#5 épisodes, 2001)
- 2002 : Searching for Paradise : Andrea
- 2002 : Heartbreak Hospital : Sandy
- 2003 : Sex and the City (série TV) : Margot (#1 episode, 2003)
- 2003-2004 : New York, section criminelle (Law & Order : Criminal Intent) (saison 3, épisodes 5, 6, 7, 8, 9, 10 et 11) : Det. G. Lynn Bishop
- 2005 : Stella (série TV) : Amy (#6 épisodes, 2005)
- 2006 : Le Maître d'armes (Fearless/Huo Yuan Jia) : Journalist
- 2006 : Kettle of Fish : Mother
- 2007 : Six Degrees (série TV) : Susan Harriman (#5 episodes, 2007)
- 2007 : Wainy Days (série TV) : Concerned Woman (#1 episode)
- 2008 : Woman in Burka : Samantha
- 2008 : Z Rock (série TV) : Kitty Braunstein (#3 episodes, 2008)
- 2008 : 21 Below (uniquement réalisatrice)
- 2020 : La Proie d'une ombre (The Night House) de David Bruckner